# Мартин, Эдуардо Элисео
Эдуардо Элисео Мартин (исп. Eduardo Eliseo Martín; 26 декабря 1953 год, Венадо-Туэрто, Аргентина) — католический прелат, епископ Вилья-де-ла-Консепсьон-дель-Рио-Куарто с 21 февраля 2006 года по 4 июля 2014 года, архиепископ Росарио с 4 июля 2014 года.

## Биография
Родился 26 декабря 1953 года в городе Венадо-Туэрто, Аргентина. После получения среднего образования некоторое время изучал химию в одном из высших образовательных учреждений, потом поступил в духовную семинарию «Seminario Metropolitano Nuestra Señora» в Санта-Фе. 26 декабря 1980 года в соборе Непорочного Зачатия Пресвятой Девы Марии в Венадо-Туэрто был рукоположён в священники для служения в епархии Венадо-Туэрто. Служил викарием, потом был назначен епископом Паулино Реале Чириной генеральным викарием епархии Венадо-Туэрто. С 1993 года — настоятель собора Непорочного Зачатия Пресвятой Девы Марии в Венадо-Туэрто.
С 1987 по 1989 год — преподаватель высшей духовной семинарии в Ла-Плата и профессор богословия в институте «Instituto Católico de Enseñanza Superior» в Венадо-Туэрто.
21 февраля 2006 года Римский папа Бенедикт XVI назначил его епископом Вилья-де-ла-Консепсьон-дель-Рио-Куарто. 19 мая 2006 года состоялось его рукоположение в епископы, которое совершил епископ-эмерит епархии Венадо-Туэрто Паулино Реале Чирина в сослужении с епископом Венадо-Туэрто Густаво Артуро Хелпом и архиепископом Баия-Бланки Гелермо Хосе Гарлатти.
4 июля 2014 года Римский папа Франциск назначил его архиепископом Росарио.